# Виртанен (лунный кратер)
Кратер Виртанен (лат. Virtanen) — молодой крупный ударный кратер в северном полушарии обратной стороны Луны. Название присвоено в честь финского биохимика, лауреата Нобелевской премии Арттури Илмари Виртанена (1895—1973) и утверждено Международным астрономическим союзом в 1979 г. Образование кратера относится к эратосфенскому периоду.

## Описание кратера
Ближайшими соседями кратера являются кратер Андерсон на западе, кратер Бейс-Баллот на севере-северо-западе, кратер Морзе на северо-востоке, кратер Хейфорд на юго-востоке, кратер Шафарик на юге и кратер Шаронов на юго-западе. На севере-северо-западе от кратера расположено Озеро Удовольствия. Селенографические координаты центра кратера — 15°38′ с. ш. 176°44′ в. д. / 15,64° с. ш. 176,74° в. д., диаметр — 39,7 км, глубина 2,26 км.
Кратер умеренно поврежден и имеет близкую к циркулярной форму. Восточная часть вала перекрыта небольшим кратером Виртанен F, который является центром небольшой лучевой системы, перекрывающей кратер Виртанен и окружающую его местность. В центре лучевой системы расположен участок поверхности с высоким альбедо. Средняя высота вала кратера над окружающей местностью — 1070 м, объем кратера составляет приблизительно 1 500 км³. В центре чаши находится небольшое поднятие местности.

## Сателлитные кратеры
| Виртанен | Координаты                                              | Диаметр, км |
| -------- | ------------------------------------------------------- | ----------- |
| B        | 17°50′ с. ш. 177°54′ в. д. / 17,83° с. ш. 177,9° в. д.  | 27,3        |
| C        | 17°17′ с. ш. 178°12′ в. д. / 17,28° с. ш. 178,2° в. д.  | 19,7        |
| F        | 15°47′ с. ш. 177°19′ в. д. / 15,79° с. ш. 177,32° в. д. | 11,6        |
| J        | 14°02′ с. ш. 178°04′ в. д. / 14,03° с. ш. 178,06° в. д. | 19,9        |
| Z        | 16°45′ с. ш. 176°40′ в. д. / 16,75° с. ш. 176,66° в. д. | 34,1        |

- Образование сателлитного кратера Виртанен Z относится к нектарскому периоду[4].